# دراگان استویکوویچ

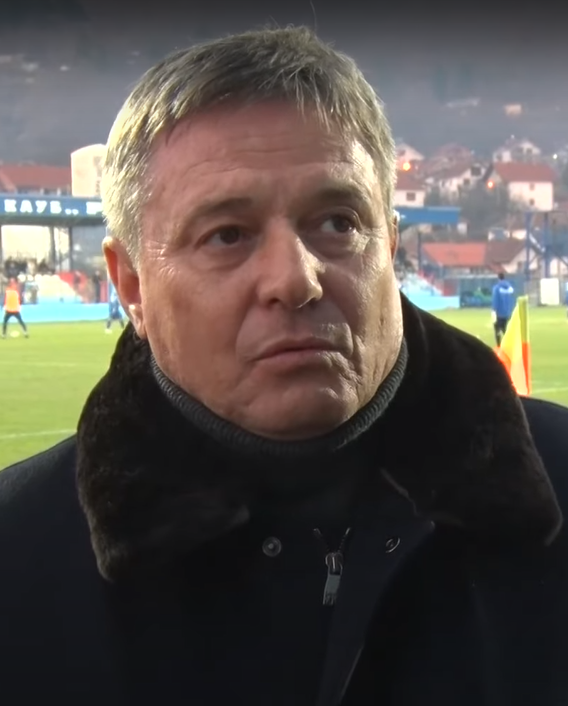
دراگان استویکوویچ در سال ۲۰۲۱

دراگان استویکوویچ (صربی: Dragan Stojković؛ زادهٔ ۳ مارس ۱۹۶۵) فوتبالیست مشهور بازنشسته  اهل یوگسلاوی سابق و مربی کنونی تیم ملی فوتبال صربستان است.